# Пізнавальна література
Пізнавальна література — це специфічна область мистецтва слова, що прагне в доступній і образній формі відтворити ті чи інші факти науки, історії, розвитку суспільства і людської думки, і на основі цього розширює кругозір читача. Без читання такої літератури неможливо як становлення дитини-читача, його подальший літературний розвиток, так і розширення кругозору будь-якого школяра в різних областях наукового і суспільного знання.

## Стан ринку
На сьогодні ринок наповнений різноманіттям пізнавальних видань для дітей. Однак достатня кількість видавництв і випущеної ними продукції ще не означає високого рівня її підготовки. У вітчизняному книговиданні на сьогодні стоїть гостра проблема невідповідності пізнавальних видань психологічним та віковим особливостям читачів, для яких ці видання призначені. Окрім того, пізнавальна книжка на українському ринку часто є перекладною і якість таких текстів, на жаль, не можна назвати високою, як результат така книжка «навчає дітей говорити неправильно», оскільки сповнена «калькувань» з мови-оригіналу.

М'яка пізнавальна книжка

Малюки навчаються через наслідування чужої поведінки, вони копіюють не лише моделі дорослих, а й улюблених героїв мультиплікаційних фільмів та казок. Головний персонаж, позиціонований як хороший, сприймається ними як еталон, а поганий — як негативний приклад. У ранньому дитинстві немає місця напівтонам. Тому маленьким дітям не можна пропонувати видань, до яких вони «не доросли», або які містять помилки, дитина навчається з усього о бачить і чує. З віком у дітей починають вибудовуватися «фільтри» сприйняття, виробляється вміння аналізувати (нехай спершу і на примітивних рівнях) та відсіювати інформацію. І такі зміни відбуваються досить швидко, тому книга не може однаково підходити для малят, віком від 4 до 6 років, бо між цими щаблями розвитку лежить інформаційна та психологічна прірва, і усім, хто готує пізнавальну книжку, слід це враховувати, чого вітчизняні видавці не роблять.

Пізнавальне видання

Також важливою частиною підготовки пізнавального видання є створення ілюстрацій, які повинні не лише розвивати художній смак, але й бути достовірними. Щоб книга не втратила довіру малого читача, ілюстрації повинні відповідати «описаній дійсності», а їхня деталізація має відрізнятися у залежності від того, для якої вікової групи призначено те чи інше видання.

## Джерело
- Огар Е. І. Дитяча книга: проблеми видавничої підготовки: Навч. пос. Для студ. вищ. навч. закл. / Українська академія друкарства. — Львів: Аз-Арт, 2002. — 160 с. — ISBN 966-7912-11-6